# 삼성 웨이브525
삼성 웨이브525(Samsung Wave525, Samsung S5250)는 삼성전자가 2010년에 출시한 스마트폰이다.